# Erie (Pennsylvania)
Erie (/ˈɪəɹi/) è un comune (city) degli Stati Uniti d'America e capoluogo della contea di Erie nello Stato della Pennsylvania. Al censimento del 2010, la città contava 101 786 abitanti, il che la rende la quarta città più popolosa dello stato e la più grande città della Pennsylvania nord-occidentale.

## Geografia fisica
Secondo lo United States Census Bureau, ha un'area totale di 49,94 km² (19,28 mi²).

## Storia
Gli Irochesi e i Seneca occuparono per secoli la terra oggi nota come Erie. I francesi costruirono Fort Presque Isle nel 1753, una guarnigione per la lotta contro gli inglesi. Il termine "presque isle" significa penisola in francese (letteralmente "quasi un'isola"), e si riferisce al pezzo di terra appena dentro il lago Erie ora noto come Presque Isle State Park. Quando il forte fu abbandonato dai francesi nel 1760, significò abbandonare il loro ultimo rifugio ad ovest del fiume Niagara, gli inglesi occuparono lo stesso anno, tre anni prima della fine della guerra dei sette anni nel 1763.

## Società

### Evoluzione demografica
Secondo il censimento del 2010 la città contava 101 786 abitanti.

### Etnie e minoranze straniere
Secondo il censimento del 2010, la composizione etnica della città era formata dal 74,99% di bianchi, il 16,84% di afroamericani, il 6,88% di ispanici, lo 0,29% di nativi americani, l'1,49% di asiatici, lo 0,05% di oceaniani, il 2,45% di altre etnie e il 3,89% di due o più etnie.

## Amministrazione

### Gemellaggi
- Dungarvan, dal 2007
- Lublino, dal 1999
- Mérida, dal 1973
- Zibo, dal 1985